# Das Gehirn
Das Gehirn (englischer Originaltitel: The Brain) ist ein kanadischer Horrorfilm aus dem Jahr 1988 von Edward Hunt.

## Handlung
Der Fernsehpsychiater Dr. Anthony Blakely zog erst kürzlich in den Meadowvale-County. Er ist durch die regionale TV-Sendung Unabhängiges Denken (im Original Independent Thinking) bekannt, die regelmäßig die höchsten Einschaltquoten erreicht. Allerdings häufen sich seit seinem Umzug die Selbstmorde und übernatürlichen Ereignisse. Tatsächlich erzeugt er während der Live-Ausstrahlung der Sendung manipulative bzw. hypnotisierende Schwingungen, die bei den Zuschauern eine kollektive Gehirnwäsche verursachen.
Die Schwingungen werden von einem riesigen außerirdischen Gehirn verursacht, das in Dr. Blakelys Labor in einer Nährlösung eingelegt und versteckt ist. Dem rebellischen Schüler Jim wird aufgrund seines schlechten Benehmens von der Schulleitung ein Besuch bei Dr. Blakely empfohlen. Dort kommt der kleine Junge Jim dem Geheimnis auf die Schliche.
Er will verhindern, dass Dr. Blakely weiterhin das Gehirn nutzen kann. Dazu will er sich Hilfe suchen. Da Jim allerdings einen schlechten Ruf in der Stadt hat, glaubt ihm natürlich niemand. Dazu kommt außerdem, dass der böse Psychiater immer mehr Menschen unter seine Kontrolle bringt und sie als Werkzeug missbraucht.
Schließlich frisst das Gehirn sein Opfer Blakely auf. Mit einer Flüssigkeit kann Jim das Gehirn ausschalten.

## Synchronisation
| Darsteller         | Rolle               | Synchronsprecher    |
| ------------------ | ------------------- | ------------------- |
| Tom Bresnahan      | Jim Majelewski      | Lutz Schnell        |
| Cyndy Preston      | Janet               | Simone Seidenberg   |
| David Gale         | Dr. Anthony Blakely | Harald Pages        |
| George Buza        | Verna               | Ingo Feder          |
| Christine Kossak   | Vivian              | Carolin van Bergen  |
| Bret Pearson       | Willie              | Nicolas König       |
| Susannah Hoffmann  | Becky Driscol       | Traudel Sperber     |
| Bernice Quiggan    | Mrs. Driscol        | Ursula Vogel        |
| Vinetta Strombergs | Miss Chisolm        | Ursula Vogel        |
| Wendy Springate    | Mrs. Majelewki      | Ursula Sieg         |
| Richard Gira       | Mr. Majelewski      | Achim Schülke       |
| Robert King        | Mr. Sweeting        | Achim Schülke       |
| Kenneth McGregor   | Mr. Woods           | Klaus-Peter Kaehler |
| Sarah Chapple      | Debbie Hodges       | Claudia Schermutzky |
| Harry Booker       | Polizist Marks      | Helgo Liebig        |

## Hintergrund
Das Budget des Films lag bei ungefähr 750.000 US-Dollar. Der Film orientiert sich inhaltsmäßig an Monsterfilmen aus den 1950er Jahren, kann dabei aber technische Effekte aus den 1980er Jahren nutzen. Für die Maske zeichnete Mark Gilliams verantwortlich.

## Kritik
„[...] Stumpfsinniges Horror-Spektakel mit einigen seichten Grusel- und Ekeleffekten.“

„Ein vergnüglicher Trash-Spaß mit viel Hirn (6,5 Punkte).“

Der Film punktet mit versteckter Gesellschaftskritik. Gelobt wurde auch der recht gute Cast.

## Trivia
- Der Film wurde am 18. Dezember 2020 auf Tele 5 als Teil des Sendeformats Die schlechtesten Filme aller Zeiten ausgestrahlt.